# Drum național 39A
Der Drum național 39A (rumänisch für „Nationalstraße 39A“, kurz DN39A) ist eine Hauptstraße in Rumänien, die den Drum național 39 mit dem südlichen Hafen von Constanța verbindet.

## Verlauf
Die Straße beginnt am Drum național 39 (Europastraße 87) nahe Eforie Nord und endet nach 2,9 Kilometern am südlichen Hafen von Constanța.